# Туйник визнаний
Туйник визнаний (Thuidium recognitum) — вид мохів порядку гіпнобрієвих (Hypnales).

## Поширення
Ареал охоплює такі частини світу: Європа, Північна Америка, Південна Америка, Азія.
Населяє вологий ґрунт, перегній, каміння, колоди, кору біля основи дерев, вапняні місця, ліси, галявини, лісові стежки; від низьких до високих висот.

## Характеристика

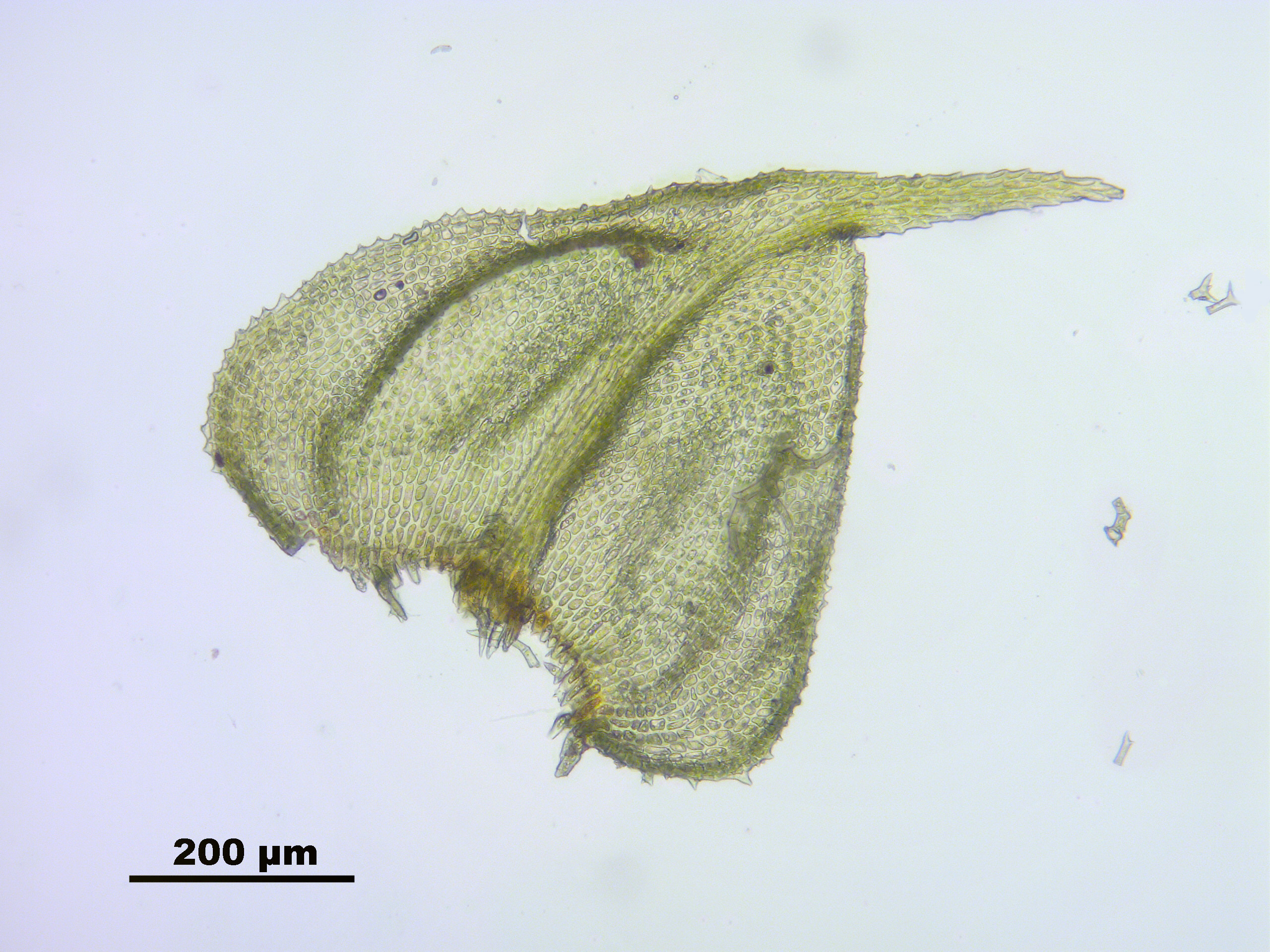

Рослини від світло-зеленого до жовтуватого або коричневого кольору. Стебла 4–9 см, 2- або 3-перисті. Стеблові листки ± загнуті до основи та широко розпростерті верхівки, коли сухі, розпростерті з відігнутими верхівками, коли вологі, широкояйцеподібні, чітко складчасті, 1 мм; краї рівні; верхівка круто загострена. Первинні гілки до 0.5 мм. Другорядні листки 0.2 мм; верхівка гостра. Коробочкові ніжки 2–4.2 см. Коробочка 2–3.5  мм. Спори 11–16 мкм, гладкі чи майже такі.